# Qatar Masters 2012
De Qatar Masters 2012 - officieel het Commercialbank Qatar Masters presented by Dolphin Energy 2012 - was een golftoernooi, dat liep van 2 tot en met 5 februari 2012 en werd gespeeld op de Doha Golf Club in Doha. Het toernooi maakte deel uit van de Europese PGA Tour 2012. Het totale prijzengeld bedroeg € 1.913.171, waarvan de winnaar € 316.020 kreeg. Titelverdediger was Thomas Bjørn die vorig jaar, in 2010, het toernooi won met 14 slagen onder par.

## Verslag
Rolf Muntz mag als voormalig winnaar meedoen. Op de wereldranglijst staat hij nummer 1404, Nicolas Colsaerts op nummer 76, Robert-Jan Derksen op nummer 209 en Maarten Lafeber op nummer 640.
De par van de baan is 72, de tijd in Qatar is CET +2.
Pro-Am
De Pro-Am werd woensdag met vier slagen voorsprong gewonnen door het team van Pablo Larrazábal met amateurs David Foster, Victoria Helson en Mike Hanna. De tweede plaats werd ingenomen door het team van Sergio García.
Ronde 1
Maarten Lafeber speelde in de eerste partij en sloeg om half 7 af. Hij speelde met Michael Jonzon en James Kingston, die met -2 even aan de leiding ging. John Daly speelde twintig minuten later; hij maakte een score van 67 (-5) en werd clubhouse leader totdat hij door Gonzalo Fz-Castaño werd ingehaald. Nicolas Colsaerts speelde met twee grote beroemdheden, Colin Montgomerie en José María Olazabal. Hij deelt de 5de plaats met Paul Lawrie, Peter Hanson, Danny Willett en Richard Finch. Maarten Lafeber en Robert-Jan Derksen zijn twee van de zestien spelers die de baan in 72 slagen speelden.
De 42-jarige Rolf Muntz, winnaar van dit toernooi twaalf jaar geleden, had een moeizame start en stond na vijf holes al +6. Hij eindigde bijna onderaan het scoreboard.
Ronde 2
Het sneeuwde in België en Nederland, maar in Qatar was er een zandstorm. Om 2 uur lokale tijd werden de spelers van de baan afgehaald. Het toernooi is ingekort tot 54 holes.
De rest van ronde 2 werd zaterdag gespeeld. De eerste start was pas om 8:45 uur, ruim twee uren later dan andere dagen, omdat er nog vrij veel wind was. Nicolas Colsaerts kwam na 10 holes op -5 en deelde toen de leiding met Marcel Siem, James Kingston, Peter Hanson en Paul Lawrie. Hij speelde de rest van de baan in -2 en eindigde op de 2de plaats achter Lawrie. Lafeber maakte een goede ronde en steeg naar de top-10. Thomas Bjørn maakte in de eerste ronde +7 en in de tweede ronde verbeterde hij het toernooirecord met een score van -7. Hij steeg 70 plaatsen.
Ronde 3
Paul Lawrie maakte in ronde 3 geen enkele bogey en behaalde verdiend zijn zevende overwinning op de Europese Tour. Colsaerts maakte wel twee bogeys en eindigde daardoor niet onder paar, hetgeen hem een aantal plaatsen kostte. Lafeber maakte meer bogeys dan birdies en eindigde op +1. Zijn totaal was -3, hetgeen een gedeeld 35ste plaats opleverde.
- Leaderboard

| Naam               | Score R1 | Score R1 | Nr   | Score R2 | Score R2 | Totaal | Nr  | Score R3 | Score R3 | Totaal | Nr  |
| ------------------ | -------- | -------- | ---- | -------- | -------- | ------ | --- | -------- | -------- | ------ | --- |
| Paul Lawrie        | 69       | -3       | T5   | 67       | -5       | -8     | 1   | 65       | -7       | -15    | 1   |
| Jason Day          | 68       | -4       | 3    | 72       | par      | -4     | T7  | 65       | -7       | -11    | T2  |
| Peter Hanson       | 69       | -3       | T5   | 69       | -3       | -6     | T3  | 67       | -5       | -11    | T2  |
| John Daly          | 67       | -5       | 2    | 73       | +1       | -4     | T7  | 67       | -5       | -9     | 4   |
| Ricardo Gonzalez   | 71       | -1       | T11  | 67       | -5       | -6     | T3  | 70       | -2       | -8     | T5  |
| Nicolas Colsaerts  | 69       | -3       | T5   | 68       | -4       | -7     | 2   | 72       | par      | -7     | T9  |
| Victor Dubuisson   | 72       | par      | T36  | 68       | -4       | -4     | T7  | 69       | -3       | -7     | T9  |
| Gonzalo Fz-Castaño | 66       | -6       | 1    | 75       | +3       | -3     | T15 | 69       | -3       | -6     | T12 |
| Marcel Siem        | 71       | -1       | T15  | 69       | -3       | -4     | T7  | 70       | -2       | -6     | T12 |
| James Kingston     | 70       | -2       | T9   | 69       | -3       | -5     | T5  | 72       | par      | -5     | T20 |
| Simon Khan         | 71       | -1       | T15  | 68       | -4       | -5     | T5  | 73       | +1       | -4     | T25 |
| Thomas Bjørn       | 79       | +7       | T121 | 65       | -7       | par    | T51 | 68       | -4       | -4     | T25 |
| Maarten Lafeber    | 72       | par      | T36  | 68       | -4       | -4     | T7  | 73       | +1       | -3     | T35 |
| KJ Choi            | 68       | -4       | 3    | 78       | +6       | +2     | MC  |          |          |        |     |
| Robert-Jan Derksen | 72       | par      | T36  | 74       | +2       | +2     | MC  |          |          |        |     |
| Rolf Muntz         | 81       | +9       | T125 | 78       | +6       | +15    | MC  |          |          |        |     |

| Leider |  | Toernooirecord |  | MC = missed cut = cut gemist |

## Spelers
| - Felipe Aguilar - Thomas Aiken - Fredrik Andersson Hed - Thomas Bjørn - Markus Brier - Rafael Cabrera Bello - Grégory Bourdy - Gary Boyd - Michael Campbell - Alejandro Cañizares - Paul Casey - Alex Cejka - Christian Cévaër - K J Choi - SSP Chowrasia - George Coetzee - Robert Coles - Nicolas Colsaerts - Ben Curtis - Rhys Davies - Jason Day - Carlos Del Moral - Robert-Jan Derksen - Andrew Dodt - Bradley Dredge - David Drysdale - Victor Dubuisson - Johan Edfors - Gonzalo Fz-Castaño - Kenneth Ferrie - Darren Fichardt (2003) - Richard Finch | - Oliver Fisher - Ross Fisher - Oscar Florén - Mark Foster - Marcus Fraser - Lorenzo Gagli - Stephen Gallacher - Sergio García - Ignacio Garrido - Jean-Baptiste Gonnet - Ricardo González - Retief Goosen - Tano Goya - Branden Grace - Richard Green - Todd Hamilton - Anders Hansen - Søren Hansen - Peter Hanson - Grégory Havret - Peter Hedblom - Michael Hoey - Keith Horne - David Howell - Mikko Ilonen - Raphaël Jacquelin - Thongchai Jaidee - Scott Jamieson - Miguel Angel Jiménez - Richard S Johnson - Michael Jonzon - Robert Karlsson | - Martin Kaymer - Simon Khan - James Kingston - Søren Kjeldsen - Jbe' Kruger - José Manuel Lara - Pablo Larrazábal - Paul Lawrie - Peter Lawrie - Thomas Levet - Tom Lewis - Shane Lowry - David Lynn - Hunter Mahan - Matteo Manassero - Pablo Martin - Gareth Maybin - Graeme McDowell - Richard McEvoy - Damien McGrane - Shaun Micheel - Edoardo Molinari - Francesco Molinari - Colin Montgomerie - James Morrison - Rolf Muntz (2000) - George Murray - Christian Nilsson - Thorbjørn Olesen - Hennie Otto - Phillip Price - Alvaro Quiros (2009) | - Richie Ramsay - Robert Rock - Brett Rumford - Marcel Siem - Jeev Milkha Singh - Joel Sjöholm - Lee Slattery - Henrik Stenson (2006) - Graeme Storm - Jaco Van Zyl - Anthony Wall - Marc Warren - Romain Wattel - Steve Webster - Lee Westwood - Peter Whiteford - Martin Wiegele - Bernd Wiesberger - Danny Willett - Chris Wood - Fabrizio Zanotti - Matthew Zions Invitaties - Peter Uihlein - Shiv Kapur - Oliver Wilson - John Daly - Maarten Lafeber Amateurs - Yoseph Warren Dance - Ali Abdullah Al Bishi - Max Williams |

Amateur Max Williams won in 2009, 2010 en 2011 het Qatar Amateur Kampioenschap in Doha. Hij is lid van het eerste team van Surrey met onder meer Josh White en Curtis Griffiths, die in 2011 samen in Doha op de tweede plaats eindigden, Stiggy Hodgson en Matt Chapman.